# Trenutki spoznanja
Trenutki spoznanja je zbirka 14 kratkih zgodb slovenskega pisatelja Miha Mazzinija.

## Vsebina
V knjigi so naslednje zgodbe:
1. Moško stranišče blizu Los Angelesa
2. Neskončna vojna
3. Bivši moški
4. Molče
5. La Luna
6. Božična večerja
7. Noč, ko sta se Clark Gable in Carol Lombard zadnjič ljubila
8. Podoben sem svojemu bratu
9. Stoti v Oklahomi
10. Pot na goro
11. Mama
12. Zadnji sedeži
13. Angeli v snegu
14. Zelo preprosta zgodba (po njej je avtor naredil tudi mednarodni spletni filmski projekt Zelo preprosta zgodba)